# 天津市粮食和物资储备局
天津市粮食和物资储备局是中华人民共和国天津市人民政府主管天津全市粮食流通管理、行业管理和市级储备粮行政管理工作的部门管理机构，现由天津市发展和改革委员会管理。

## 内设机构
- 办公室
- 综合处
- 政策法规处
- 财务处
- 储备基建处
- 市场管理处（监督检查处、军粮供应管理办公室）
- 人事处
- 老干部处[1]

## 直属单位
- 中国天津粮油批发交易市场
- 天津市粮食储备有限公司
- 天津市粮油质量检测中心
- 天津市粮油信息中心
- 天津市粮食行业特有工种职业技能鉴定站[2]